# Alexander Gassner
Alexander Gassner (Prundu Bârgăului, 9 agosto 1989) è uno skeletonista tedesco, vincitore del titolo mondiale a squadre nel 2020.

## Biografia
Pratica lo skeleton dal 2004 e dal 2007 fa parte della squadra nazionale tedesca. Iniziò a gareggiare in Coppa Europa nella stagione 2007/08, vincendo la classifica generale al termine della stessa. In Coppa Intercontinentale fu invece terzo sia nel 2008/09 che nel 2009/10 riuscendo poi ad aggiudicarsi il trofeo nel 2012/13. Si distinse inoltre nelle categorie giovanili vincendo quattro medaglie ai mondiali juniores tra cui spicca l'oro conquistato a Sankt Moritz 2010; colse invece il bronzo in altre tre occasioni: a Igls 2008, a Schönau am Königssee 2009 e a Park City 2011.

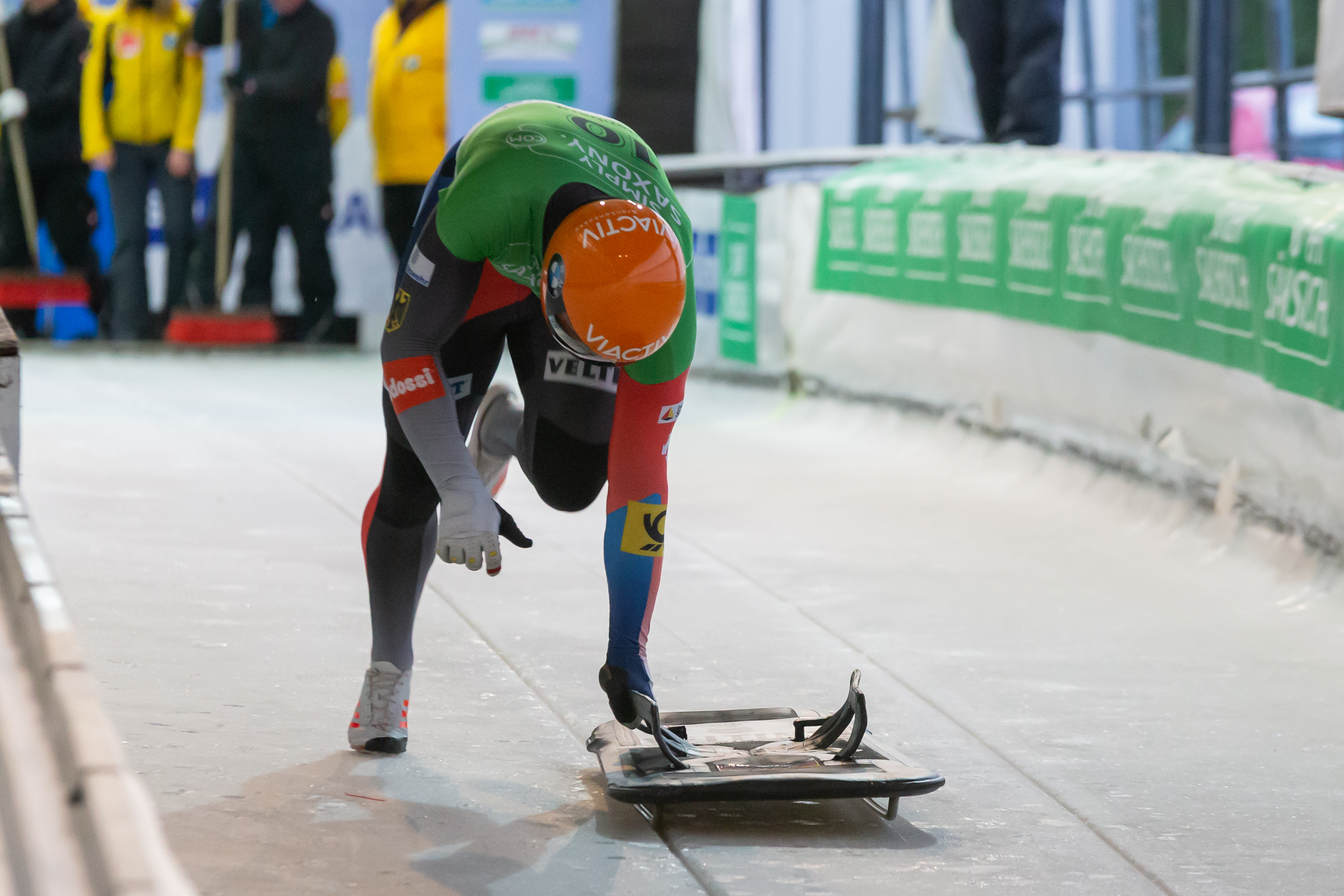
Gassner in gara ai campionati tedeschi nel 2018

Esordì in Coppa del Mondo nel 2011/12, il 3 dicembre 2011 a Igls, dove si piazzò in nona posizione nel singolo; colse il suo primo podio il 28 gennaio 2017 a Schönau am Königssee classificandosi al terzo posto individuale; vinse infine la sua prima gara il 15 gennaio 2021 a Sankt Moritz, durante la sesta tappa della stagione 2020/21. Detiene quale miglior piazzamento in classifica generale il secondo posto raggiunto al termine dell'annata 2020/21 dietro al lettone Martins Dukurs.
Ha partecipato ai giochi olimpici invernali di Pyeongchang 2018, concludendo la gara al settimo posto.

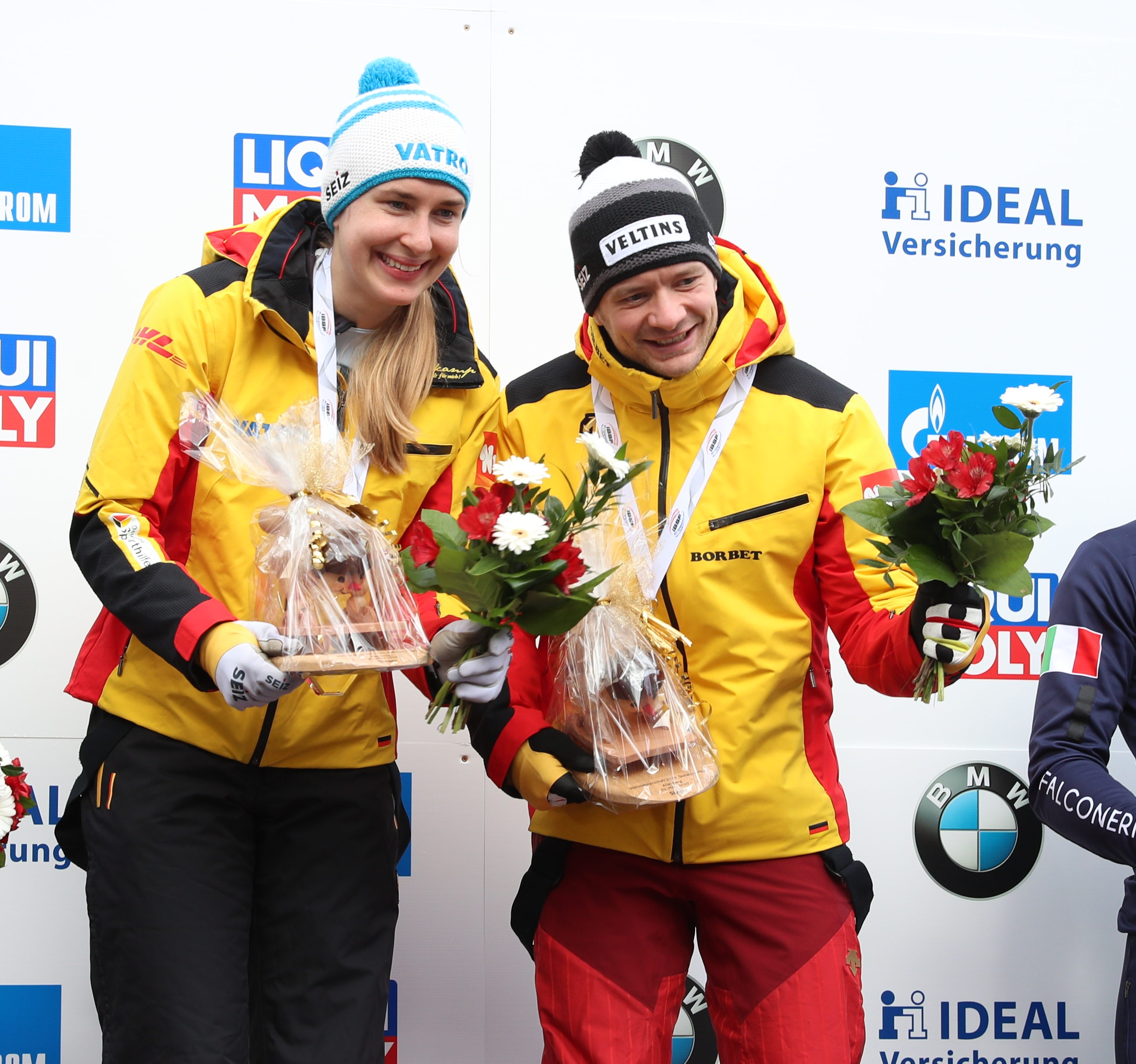
Gassner con Jacqueline Lölling sul podio dei campionati mondiali di Altenberg 2020, dove vinsero l'oro nella gara a squadre

Ha preso parte altresì a sei edizioni dei campionati mondiali conquistando un totale di cinque medaglie, delle quali una d'oro. Nel dettaglio i suoi risultati nelle prove iridate sono stati, nel singolo: settimo a Lake Placid 2012, diciottesimo a Sankt Moritz 2013, quinto a Schönau am Königssee 2017, settimo a Whistler 2019, medaglia di bronzo ad Altenberg 2020 e medaglia di bronzo ad Altenberg 2021; nella gara a squadre: medaglia di bronzo a Schönau am Königssee 2017, medaglia d'oro ad Altenberg 2020 e medaglia d'argento ad Altenberg 2021. Il bronzo a squadre del 2017 venne ottenuto non rappresentando la Germania ma un team internazionale formato da atleti appartenenti a diversi paesi. 
Nelle rassegne europee ha vinto una medaglia d'argento e una di bronzo, colte rispettivamente nelle edizioni di Winterberg 2021 e di Sankt Moritz 2022.
Ha altresì vinto quattro titoli nazionali (2012, 2015, 2020 e 2021).

## Palmarès

### Mondiali
- 5 medaglie:
  - 1 oro (gara a squadre ad Altenberg 2020);
  - 1 argento (gara a squadre ad Altenberg 2021);
  - 3 bronzi (gara a squadre a Schönau am Königssee 2017; singolo ad Altenberg 2020; singolo ad Altenberg 2021).

### Europei
- 2 medaglie:
  - 1 argento (singolo a Sankt Moritz 2022);
  - 1 bronzo (singolo a Winterberg 2021).

### Mondiali juniores
- 4 medaglie:
  - 1 oro (singolo a Sankt Moritz 2010);
  - 3 bronzi (singolo a Igls 2008; singolo a Schönau am Königssee 2009; singolo a Park City 2011).

### Coppa del Mondo
- Miglior piazzamento in classifica generale: 2º nel 2020/21;
- 10 podi (tutti nel singolo):
  - 2 vittorie;
  - 5 secondi posti;
  - 3 terzi posti.

#### Coppa del Mondo - vittorie
| Data            | Luogo                | Paese    | Disciplina |
| --------------- | -------------------- | -------- | ---------- |
| 15 gennaio 2021 | Sankt Moritz         | Svizzera | singolo    |
| 22 gennaio 2021 | Schönau am Königssee | Germania | singolo    |

### Campionati tedeschi
- 5 medaglie:
  - 4 ori (singolo ad Winterberg 2012[1]; singolo Winterberg 2015[1]; singolo a Schönau am Königssee 2020[2]; singolo a Winterberg 2021[3]);
  - 1 argento (singolo a Schönau am Königssee 2017[4]).

### Circuiti minori

#### Coppa Intercontinentale
- Vincitore della classifica generale nel 2012/13;
- 25 podi (tutti nel singolo):
  - 12 vittorie;
  - 10 secondi posti;
  - 3 terzi posti.

#### Coppa Europa
- Vincitore della classifica generale nel 2007/08;
- 6 podi (tutti nel singolo):
  - 5 vittorie;
  - 1 terzo posto.